# Geografía de Paraguay
El río Paraguay divide al Paraguay en dos regiones: al oeste la región Occidental o Chaco y al este la región Oriental (Paraneña paraguaya).
El terreno consta de planicies pastosas, colinas boscosas al este del río Paraguay; la región del Gran Chaco al oeste del río Paraguay mayormente bajo, pantanoso cerca del río, y bosques secos y arbustajes espinosos.

## Regiones geográficas

Regiones de Paraguay:(1) Región Occidental del Paraguay o Chaco Paraguayo y(2) Región Oriental del Paraguay o Paraneña Paraguaya

La región Oriental abarca el 39,3% del territorio nacional y alberga al 97,3% de la población. Tiene más de 800 ríos y arroyos y el 95% de sus tierras son cultivables. En esta región están las principales instituciones de la República y los más importantes patrimonios históricos y culturales. Contiene a 14 de los 17 Departamentos y la mayor estructura sanitaria, vial, educativa, comunicación y servicios básicos.
La región Occidental o Chaco tiene el 60,7% del territorio nacional y alberga a un poco más del 2% de la población. Su territorio está formado por un fondo marino que emergió en la era Cuaternaria de tierras secas y arcillosas, poblado de matorrales extensos y palmares, esteros, lagunas y riachos. Tiene tres Departamentos y su producción económica, formada por algunos cultivos y la ganadería, se concentran en el Departamento de Presidente Hayes. En esta región la temperatura media anual supera los 31 °C.

## Orografía
Las principales cordilleras del Paraguay son muy antiguas y forman parte de desprendimientos de cordilleras mayores ubicadas en el Brasil. La Sierra de Maracayú es la frontera natural que se separa Paraguay de Brasil. Tiene una antigüedad de 40 millones de años y corresponde a la era Mesozoica. Su pico más alto se encuentra en territorio brasileño: es el Pan de Azúcar, con una altura de 500 m s. n. m. El cruce del Río Paraná con la Sierra de Maracayú produce saltos de agua, algunos de los cuales quedaron bajo agua con la construcción de la Represa de Itaipú y la formación del lago artificial.
La Cordillera del Amambay también es un límite natural con Brasil y tiene una longitud de unos 200 km, es la que tiene la mayor altura media (400 m s. n. m.) y sus picos más importante son el Punta Porá (700 m s. n. m.) y el Mangrullo (540 m s. n. m.).
La Cordillera de Caaguazú se origina en el cruce de las cordilleras Amambay y Maracayú, y mientras va al sur de la región se desprende en dos ramales menores: la Cordillera del Ybytyruzú, que tiene el punto más elevado del Paraguay, el Cerro Tres Kandú (842 m s. n. m.).
Los picos más elevados del Chaco paraguayo no forman parte de ninguna cordillera y se encuentran en la zona fronteriza con Bolivia, donde está el Cerro León de 604 m s. n. m.

## Hidrografía
El Paraguay no tiene costa marítima pero sus dos ríos principales, el Paraguay y el Paraná lo comunican con el Océano Atlántico; y posee puertos francos sobre el río Paraná. 
El río Paraguay, de 2600 km de longitud, recorre 1017 km en territorio paraguayo, la mayor parte de él es navegable. Tiene una anchura media de 500 m y 5 m de profundidad.
Sus principales afluentes son, en su margen izquierda:
- Río Apa: de 480 km de longitud, nace en la Cordillera del Amambay.
- Río Aquidabán: de 270 km de longitud.
- Río Jejuí Guazú: de 350 km de longitud y es su afluente el Aguará Guazú.
- Río Ypané: de 282 km de longitud, nace en la Cordillera de Amambay.
- Río Manduvirá: de 212 km de longitud, nace en la Cordillera de los Altos.
- Río Piribebuy: de 102 km de longitud.
- Río Paray: desagua el Lago Ypoá.
- Río Salado: de 28 km de longitud, nace en la desembocadura del Lago Ypacaraí.
- Río Tebicuary: de 360 km de longitud.

Los principales afluentes del río Paraguay en su margen derecha son:
- Río Negro: de 400 km, la mayor parte en Bolivia.
- Río Verde: de 275 km de longitud.
- Río Confuso: de 290 km de longitud.
- Río Negro: de 50 km de longitud.
- Río Pilcomayo: nace en Bolivia, en la Cordillera de los Andes, y recorre 1590 km, de los cuales 835 km corresponden a la frontera natural con la Argentina. Desemboca en el Río Paraguay frente al Cerro Lambaré. Su curso es irregular y su caudal depende de los deshielos. [3]

El río Paraná de 4880 km de longitud, recorre 830 km en territorio paraguayo; su anchura es variable y llega hasta los 4000 m. También es muy variable su profundidad.
Sus principales afluentes son:
- Río Carapá: de 95 km de longitud, sirve de límite con el Brasil.
- Río Acaray: de 160 km de longitud y que tiene a la represa homónima.
- Río Monday: de 170 km, incluye los saltos del Monday.
- Río Tacuary: de 80 km de longitud, nace en el Cerro San Rafael.

## Clima

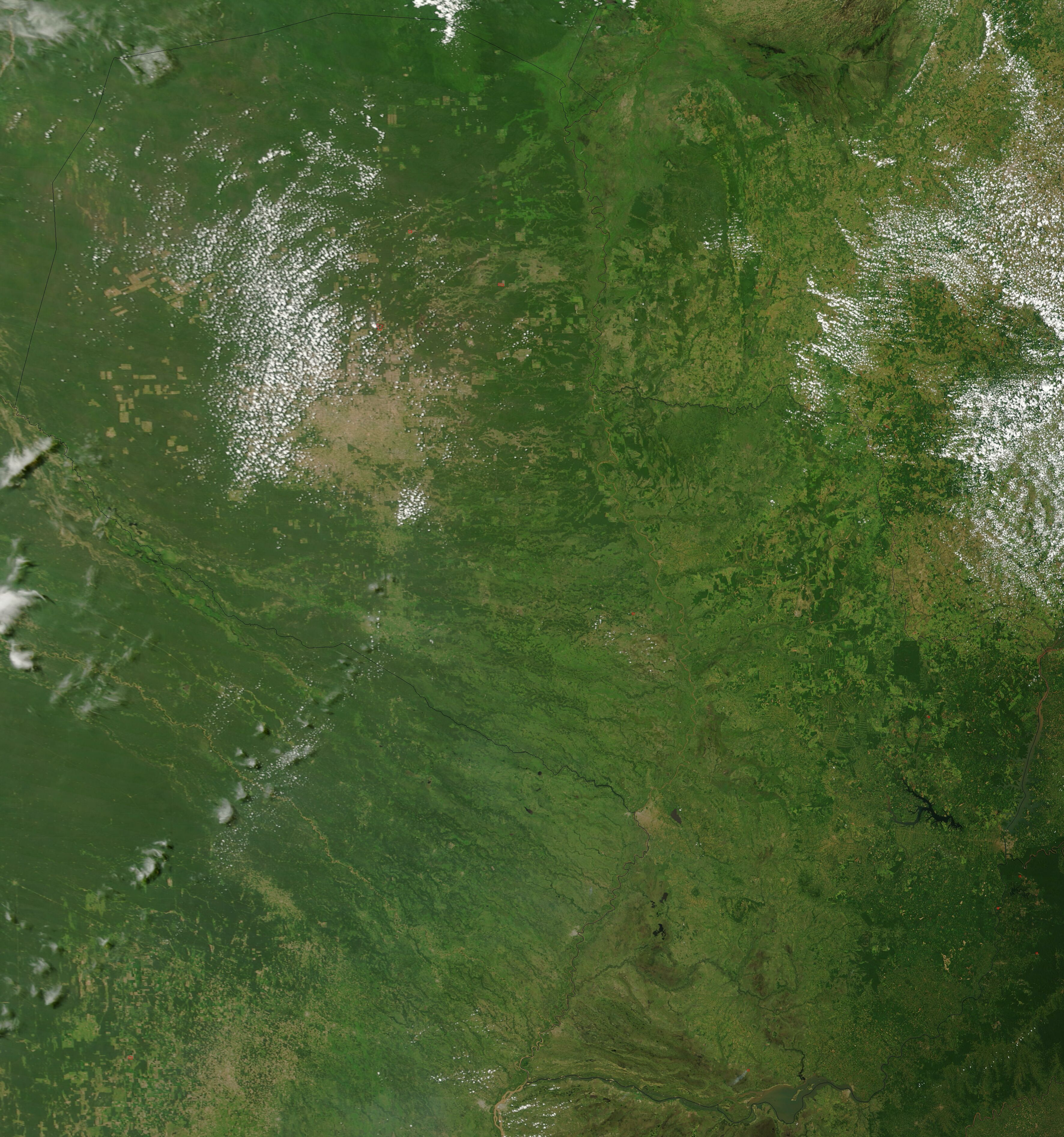
Imagen de Paraguay desde el Espacio.

La geografía paraguaya contiene tres tipos climáticos: semitropical continental en el oeste del Chaco, semitropical semiestépico en el área central con eje en el río Paraguay, y semitropical húmedo en la región Oriental. El Paraguay no posee localidades tropicales, pues en toda su superficie se pueden presentar heladas, aunque en las riberas del alto río Paraguay, y en penínsulas septentrionales del lago artificial de la Represa de Itaipú, estas son muy suaves y excepcionales.
Las precipitaciones varían entre 1300 y 2000 mm en la región Oriental del país, y de 400 a 1000 mm en el Chaco. En Asunción las precipitaciones son más abundantes en meses cálidos que en meses fríos. En el Chaco las pocas cantidades de precipitaciones se producen en el verano, y en la Región del Paraná, no hay mucha diferencia entre la cantidad de precipitaciones que caen entre el mes más frío y el mes más cálido.
Los veranos son calurosos, con máximas que pueden alcanzar 45 °C en la región oriental, y alcanzar 48 °C en el Chaco. El promedio en Asunción es de 40 °C, en la región del Paraná (sur y este del país) está entre los 26 °C y 27 °C, y en el Chaco, en torno por los 45 °C.
Los inviernos generalmente son suaves, aunque en algunas regiones del Paraná (sur y este del país), el frío es más intenso y pueden producirse heladas, es decir, las mínimas pueden bajar de 0 °C. El promedio estacional es de 17 °C en Asunción, en la región del Paraná varía entre los 14 y 16 °C, y en el Chaco, en torno a los 19 °C.

## Medio ambiente
La fauna de Paraguay está formada por 100.000 especies de invertebrados, 230 de peces, 46 de anfibios, 100 de reptiles, 645 de aves y 167 de mamíferos. Con respecto a la flora se registran 180 familias y 1103 géneros.
Ambiente - acuerdos internacionales:
ParcialmenteBiodiversidad, Convención Marco de las Naciones Unidas sobre el Cambio Climático, Protocolo de Kioto, Desertificación, Especies amenazadas, Disposición de residuos, Convención de las Naciones Unidas sobre el Derecho del Mar, Protocolo de Montreal de protección de la Capa de Ozono, Humedales
Firmado, pero no ratificadoNuclear Test Ban

## Geografía económica
Recursos naturales
hidroelectricidad, madera, hierro, manganeso, calcio
Uso de las tierras[¿cuándo?]
- Tierras arables: 9%
- Cultivos permanentes: 2%
- Pasturas permanentes: 55%
- Bosques y forestaciones: 32%
- Otros: 9%
- Tierras regadas: 1432 km²